# Fort Belknap (Texas)
Fort Belknap est un ancien poste militaire de la United States Army établi le 24 juin 1851 sur la rive droite de la Salt Fork du fleuve Brazos, près de la ville actuelle de Newcastle au Texas.
Nommé d'après le lieutenant-colonel William G. Belknap (en) qui sélectionna l'emplacement du site, le fort était initialement destiné à protéger les émigrants empruntant la piste allant de Fort Smith en Arkansas à Santa Fe ainsi que les colons installés dans la région contre les attaques des Amérindiens. Abandonné le 23 février 1859 à cause du manque d'eau, il fut temporairement occupé durant la guerre de Sécession par des troupes texanes. Des troupes de l'US Army le réoccupèrent brièvement à partir de mai 1867 avant d'être définitivement abandonné en septembre 1867 après l'établissement de Fort Griffin.
Le site a été inscrit au Registre national des lieux historiques en 1966.